# クリストファー・ヘスタッド
クリストファー・クリュガー・ヘスタッド（Kristofer Krüger Hæstad、1983年12月9日 - ）は、ノルウェー・クリスチャンサン出身の元プロサッカー選手。元ノルウェー代表。現役時代のポジションは、ミッドフィールダー（CH）。

## 経歴

### クラブ
地元クラブのIKスタルトでプロデビュー。2006年8月、マンチェスター・ユナイテッドをはじめイングランドの複数クラブが興味を示していると報じられた。
2006年12月、ウィガン・アスレティックFCに6ヶ月間の契約でレンタル移籍することが発表された。2007年1月のチェルシーFC戦で加入後初出場を果たしたが、4月に双方合意の上で契約を解除した。リーグ戦での出場は2試合に留まった。
2008年1月、ヴォレレンガ・フォトバルに移籍。
2014年7月、現役引退を表明。

### 代表
各年代でノルウェー代表に選出されており、2002年にはクリスティアン・グリンハイム、ルネ・ヤーステインらとともにUEFA U-19欧州選手権に参加した。2005年5月のコスタリカ戦でA代表初キャップ。2007年6月のUEFA EURO 2008予選・マルタ戦で初ゴール。

## タイトル
個人
- クニクセン賞: 2005（MF）